# Kubisk form
Kubisk form är inom matematiken ett homogent polynom av grad 3, och en kubisk hyperyta är nollmängd av en kvadratisk form.
I (Delone & Faddeev 1964) visade Boris Delone och Dmitriĭ Faddeev att binära kubiska former med heltalskoefficienter kan användas för att parametrisera ordningar i kubiska kroppar. Deras arbete blev i (Gan, Gross & Savin 2002, §4) generaliserat till att inkludera alla kubiska ringar, vilket ger en diskriminant-bevarande bijektion mellan banor av en GL(2, Z)-verkan på rummet av binära kubiska former med heltalskoefficienter, och kubiska ringar upp till isomorfi.
Klassificeringen av reella kubiska former {\displaystyle ax^{3}+3bx^{2}y+3cxy^{2}+dy^{3}} är kopplad till klassificeringen av navelpunkter av ytor. Ekvivalensklasser av sådana kubiska former bildar ett tredimensionellt reellt produktrum och delmängden av paraboliska former definierar en yta – naveltorus.

## Exempel
- Elliptisk kurva